# Lemonia balcanica
Lemonia balcanica is een vlinder uit de familie herfstspinners (Brahmaeidae). De wetenschappelijke naam is voor het eerst geldig gepubliceerd in 1847 door Gottlieb August Wilhelm Herrich-Schäffer.
De soort komt voor in Europa.